# 生茶パンダ
生茶パンダ（なまちゃパンダ）は、キリンビバレッジから発売されている緑茶「生茶」のマスコットである。
形状は、パンダ型のパペット。初出は2003年3月の同製品のCM。以後、度々同製品のCMに出演している。
パペットは同製品の懸賞の賞品にもなっている。また、数多くの模造品も作られた。
2006年2月から、キリンビバレッジの展開する通販サイト「Markers」で、かつてのプレミアムやゴルフグッズなどのオリジナル商品が発売されていた（2009年12月22日、販売終了）。
2008年4月からキリンがベルマーク運動に参加した際には、ベルマークのデザインにも登場した。
2009年3月、新CMキャラクター「生茶パンダ先生」として登場した際はリリー・フランキーが声優を務めた。
2009年12月25日、生茶パンダランドの公開終了。
2015年6月、GReeeeNとコラボレーションし「KIReeeeeN（キリーン）」を結成。コラボキャンペーンを行うとともに「夏の音」のミュージックビデオに出演した。